# MS Yolanda
MS Yolanda – cypryjski statek handlowy, zbudowany w 1964 roku. Zatonął uderzając w rafy koralowe podczas sztormu na Morzu Czerwonym w Zatoce Akaby w Yolanda Reef w nocy z 1 na 2 kwietnia 1980 w drodze do Akaby.
Statek MS Yolanda pchnięty nagłym podmuchem sztormu rozbił się o podwodne skały, w najbardziej wysuniętym na południe punkcie Synaju.
Na pokładzie zatopionego statku można zobaczyć m.in.: wanny, materiały sanitarne, tapety, porcelanowe sedesy, skrzynki z whisky, samochód BMW 320, który należał do kapitana frachtowca.
Na wrak nurkował m.in. Grzegorz Dominik (ps. Banan) – polski płetwonurek, rekordzista świata w najgłębszym nurkowaniu na wraku – Yolanda (na głębokość 210 m).
Statek, który wcześniej wystawał w połowie nad powierzchnie morza, wbity w dno, został początkiem 1987 wepchnięty przez fale na głębokość 50 m. 15 marca 1987 w trakcie gwałtownej burzy poszedł kompletnie na dno morskie.
Statek stale otacza duża grupa ryb, głównie strzępieli Malabar, napoleonów, lucjanowatych i Caesionidae, oraz skorpen, płaszczek, silnie jadowitych szkaradnic i płaskogłowatych.